# 三姓神話

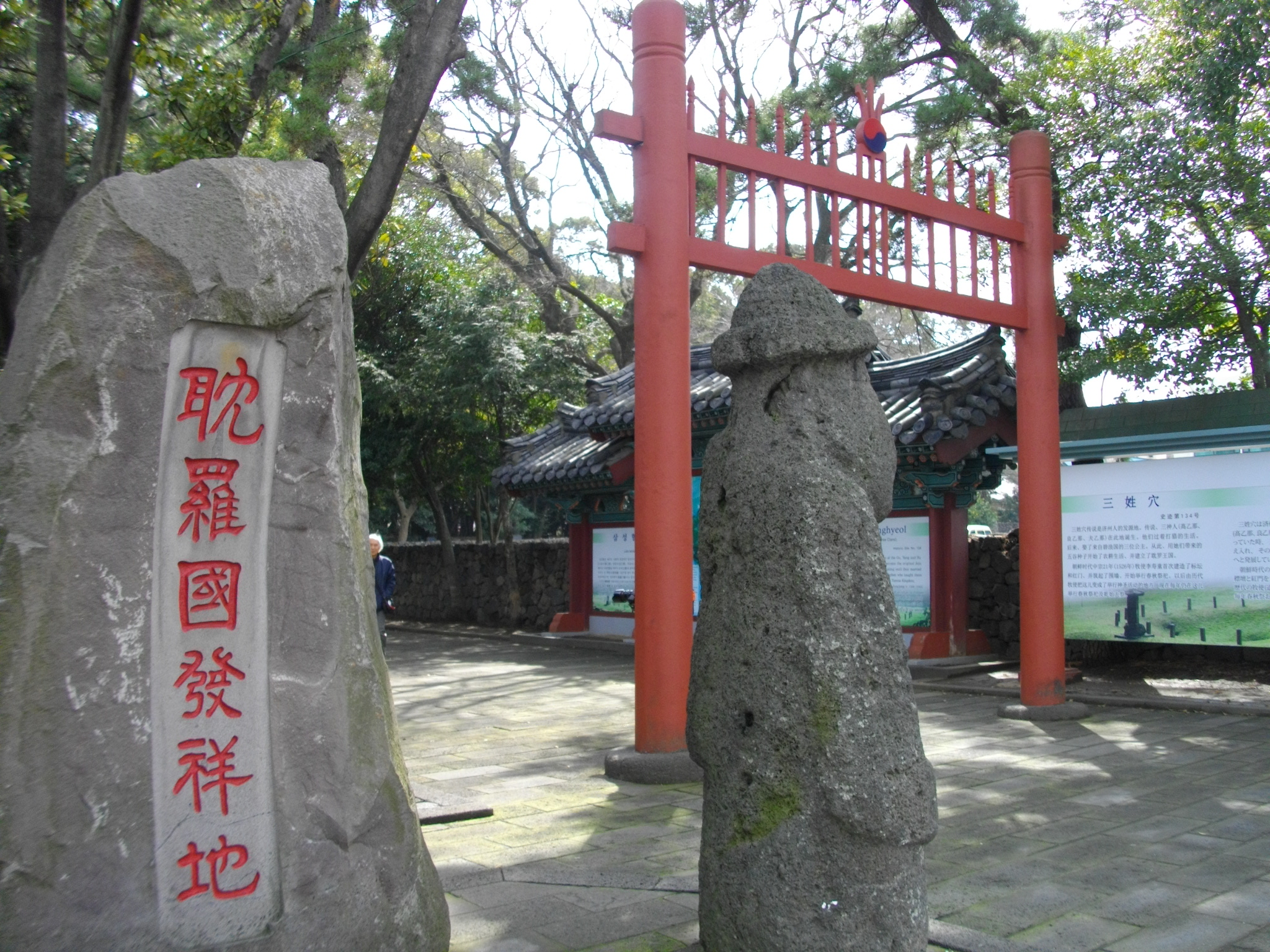
耽羅王国発祥の地とされる三姓穴

三姓神話（さんせいしんわ）は、韓国済州島に伝わる耽羅民族の神話。『瀛州誌』、『高麗史』地理志、『世宗実録』、『南槎録』、『耽羅志』に記されている。それによると、高・梁・夫の三兄弟が、東国の碧浪国（へきろうこく）から来た美しい3人の女を娶り、耽羅王国を建国したことが伝えられている。なお、東国の碧浪国について、『高麗史』地理志、『南槎録』、『耽羅志』は日本国として、日本から来た娘としている。